# Josif Rajačić
Josif Rajačić, (Lučane, Brinje, 20. srpnja 1785. - Srijemski Karlovci, 1. srpnja 1861.), karlovački mitropolit, patrijarh i upravitelj Vojvodine (Austrijanci su imenovali Rajačića za civilnog komesara za Vojvodinu).

## Životopis
Josif (rođeno ime Ilija) se rodio u Lučanima kraj Brinja.
Školovao se u Srijemskim Karlovcima, a filozofiju je studirao u Segedinu, a jedno vrijeme i u Beču.
Od lipnja 1829. je episkop dalmatinski te se jako založio protiv pokušaja da se neke parohije (župe) grčkog obreda vrate pod ingerenciju katoličkih biskupa, pod kojom su bile u stoljećima do pada Mletačke Republike. 
Od srpnja 1833. je episkop vršački,  a od 1842. god. je mitropolit karlovački. U vrijeme političkih previranja 1848. godine sazvao je Majsku skupštinu Srba u Srijemskim Karlovcima 1848. godine, na kojoj su se okupili predstavnici Srba iz Hrvatske, Mađarske i Kneževine Srbije. Mitropolit Rajačić tada je proglašen za srpskog patrijarha te je uspostavljena Srpska Vojvodina, autonomna regija u okviru Austrijskoga Carstva.

## Obitelj
Josif je sin oca Luke (pravoslavni svećenik) i majke Vasilije, rođene Čudić. Imao je brata Isaka.